# 葛葉川
葛葉川（くずはがわ）は、神奈川県秦野市を流れる金目川水系の二級河川である。二級河川部分の延長は6.22km。

## 地理
神奈川県秦野市の北部に位置する丹沢山系の三ノ塔に源を発し、秦野盆地の北部を南東に流れ、秦野市落合付近で金目川に合流する。
中流の葛葉橋から金目川との合流地点までは峡谷を蛇行して流れる。国道246号線や住宅団地などに囲まれているが、深さ最大約30mに達する峡谷は緑に覆われている。1987年、この峡谷部の流域17haが「葛葉緑地」として「かながわのナショナル・トラスト第1号」に指定されている。秦野市も峡谷を「葛葉川ふるさと峡谷」として公園を整備している。
葛葉川本谷の滝には夏季には多くの遡行者がおり、山岳会の新人訓練、講習会や体験会、シャワークライミングツアーなどが開催される。

## 橋梁
- 桜沢橋
- 山内橋
- 四山橋
- 向山橋
- 上葛葉橋
- 羽根人道橋
- 小羽根橋
- 中村橋
- 扇沢橋
- 葛葉橋
- 葛葉大橋
- くずはのつり橋（人道橋、葛葉緑地内）
- 新九沢橋（国道246号）
- 九沢橋

## 支流

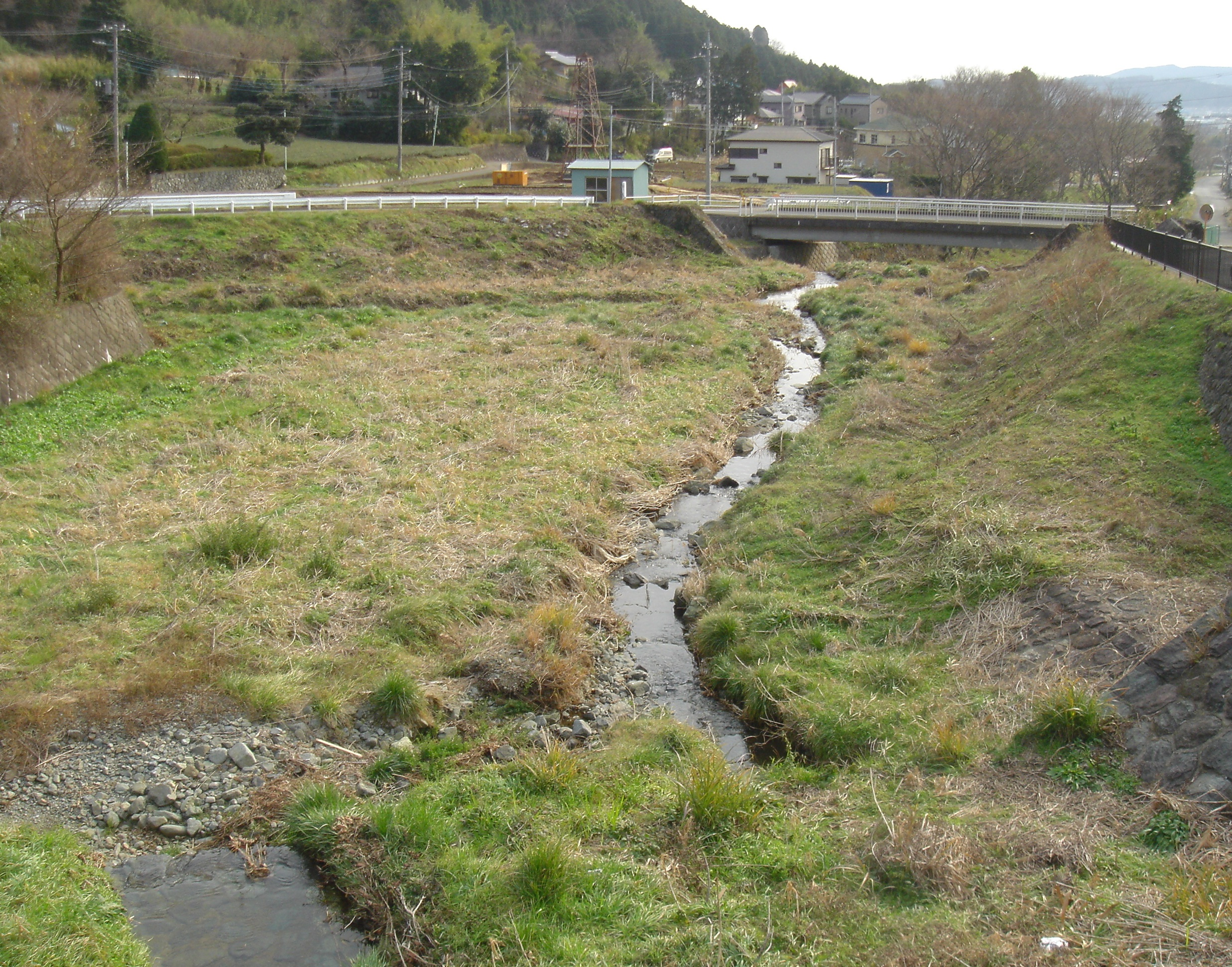
葛葉川本沢
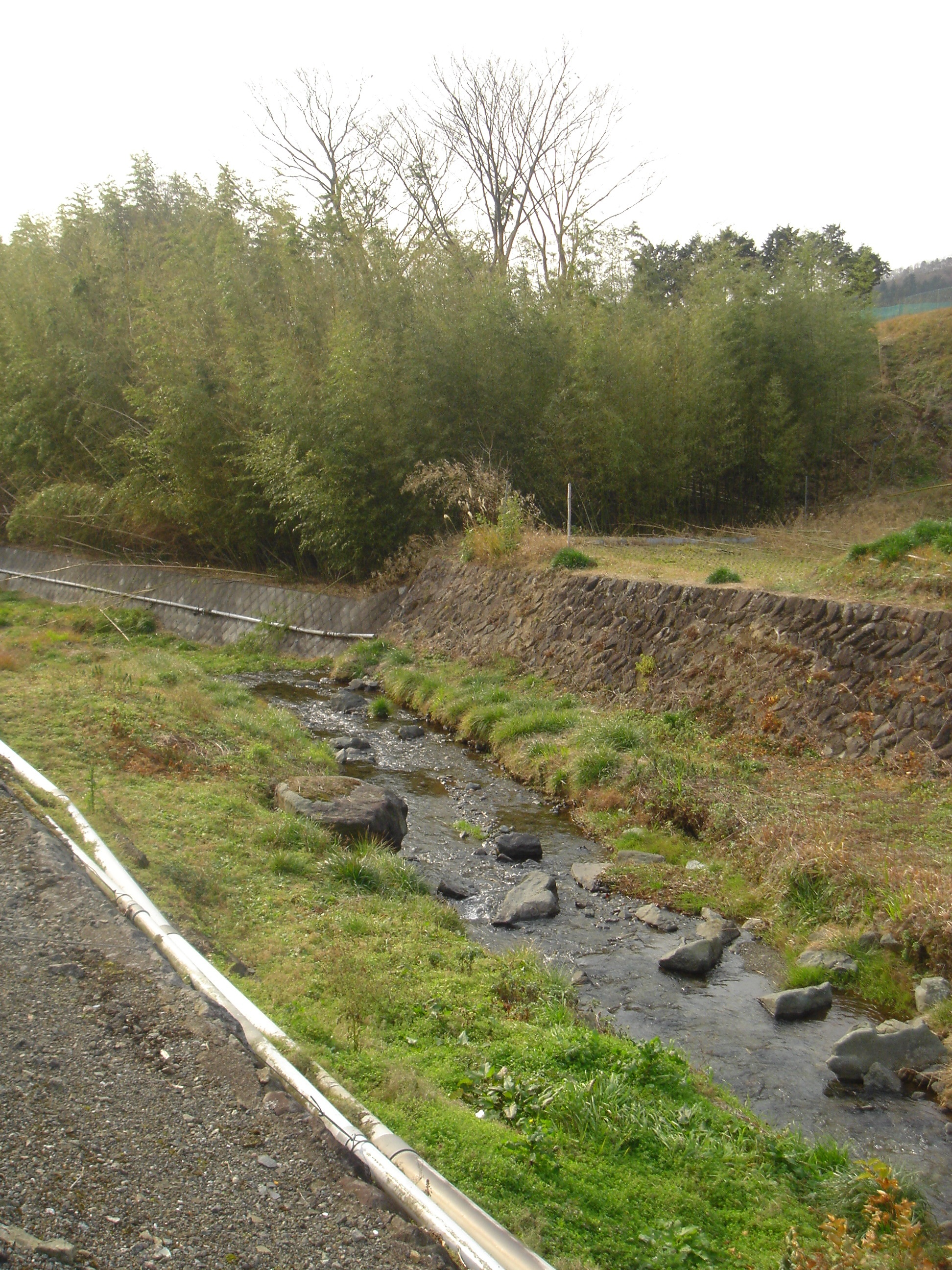
新田川
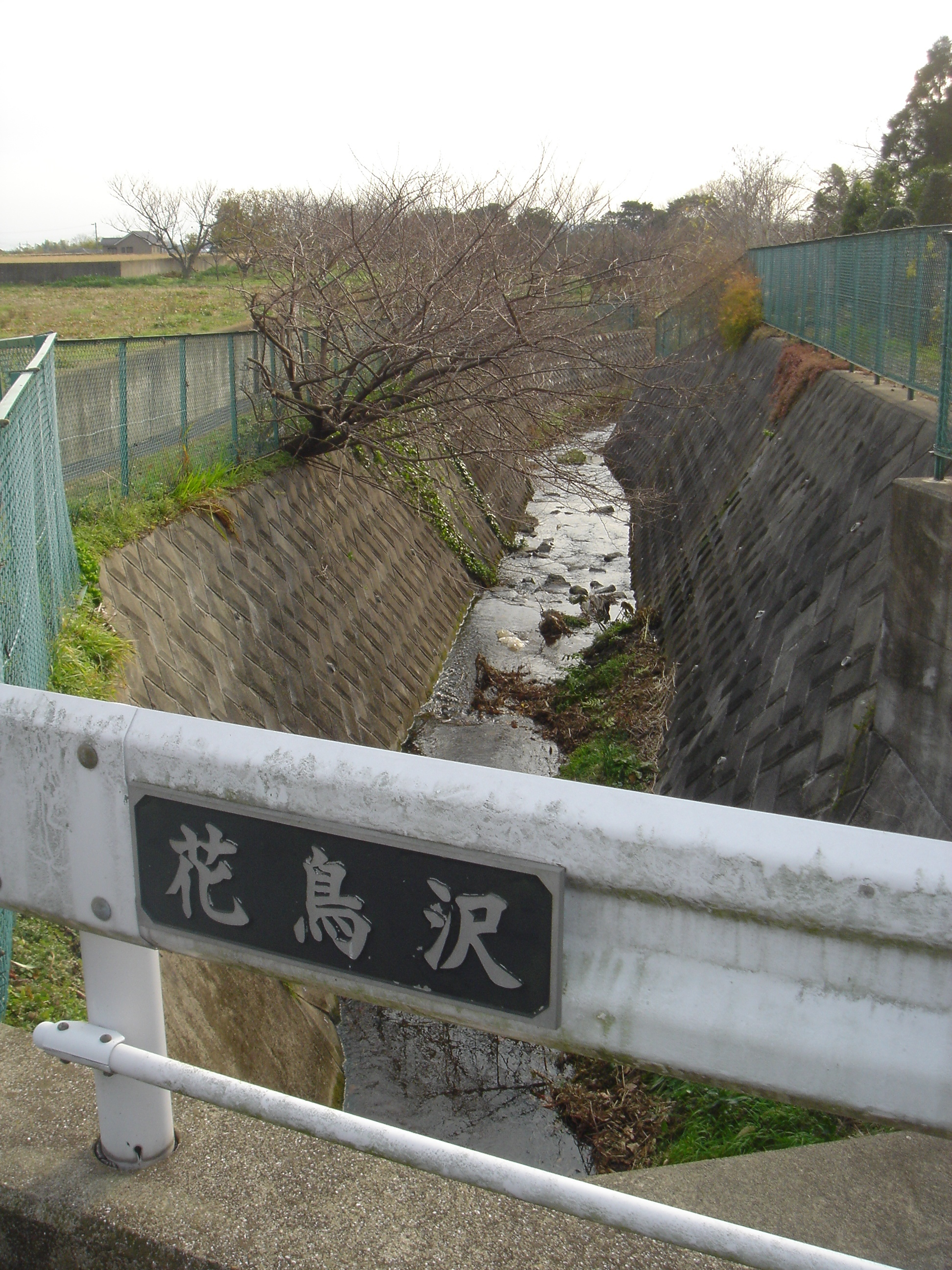
花鳥沢
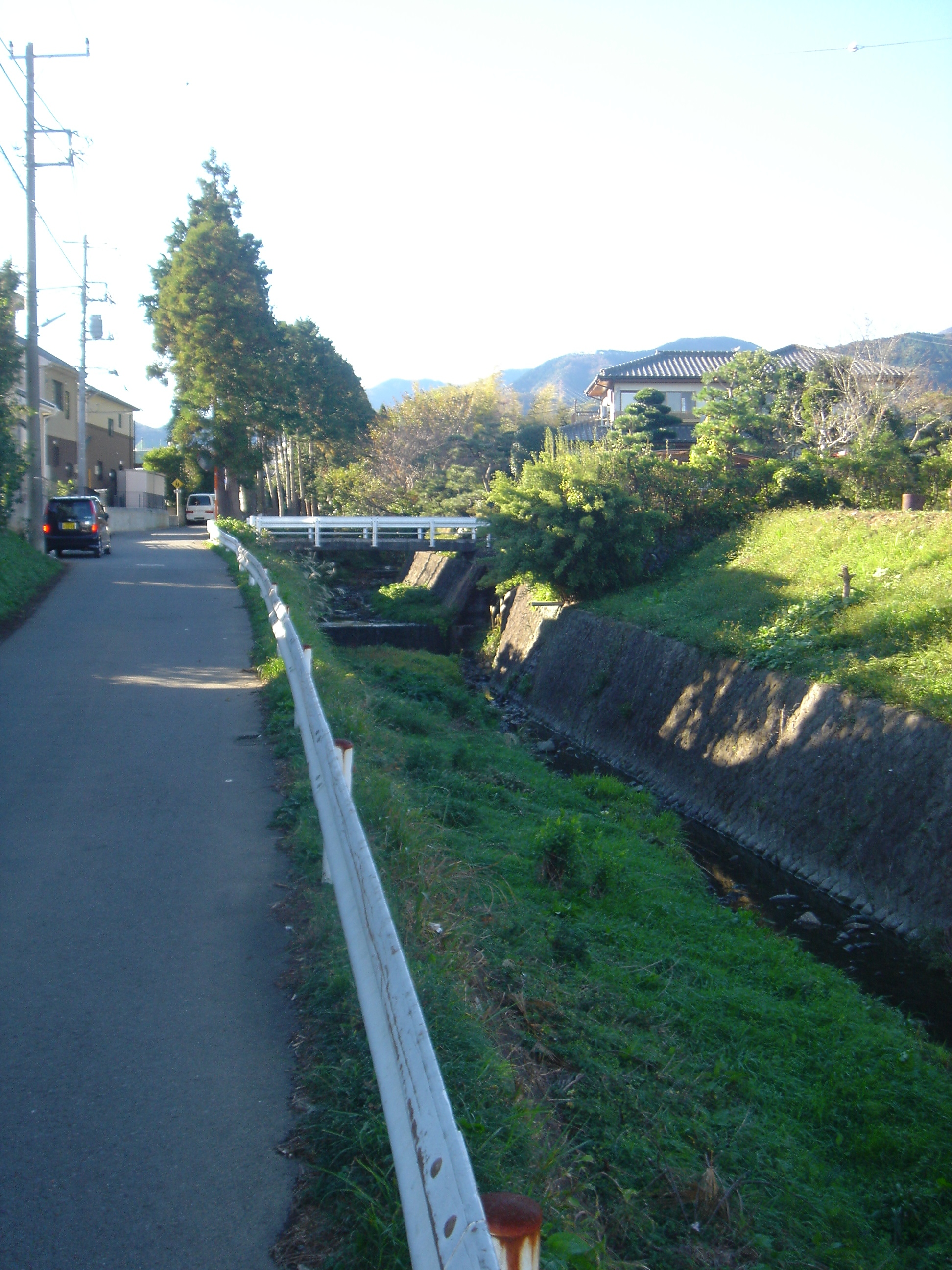
唐沢川
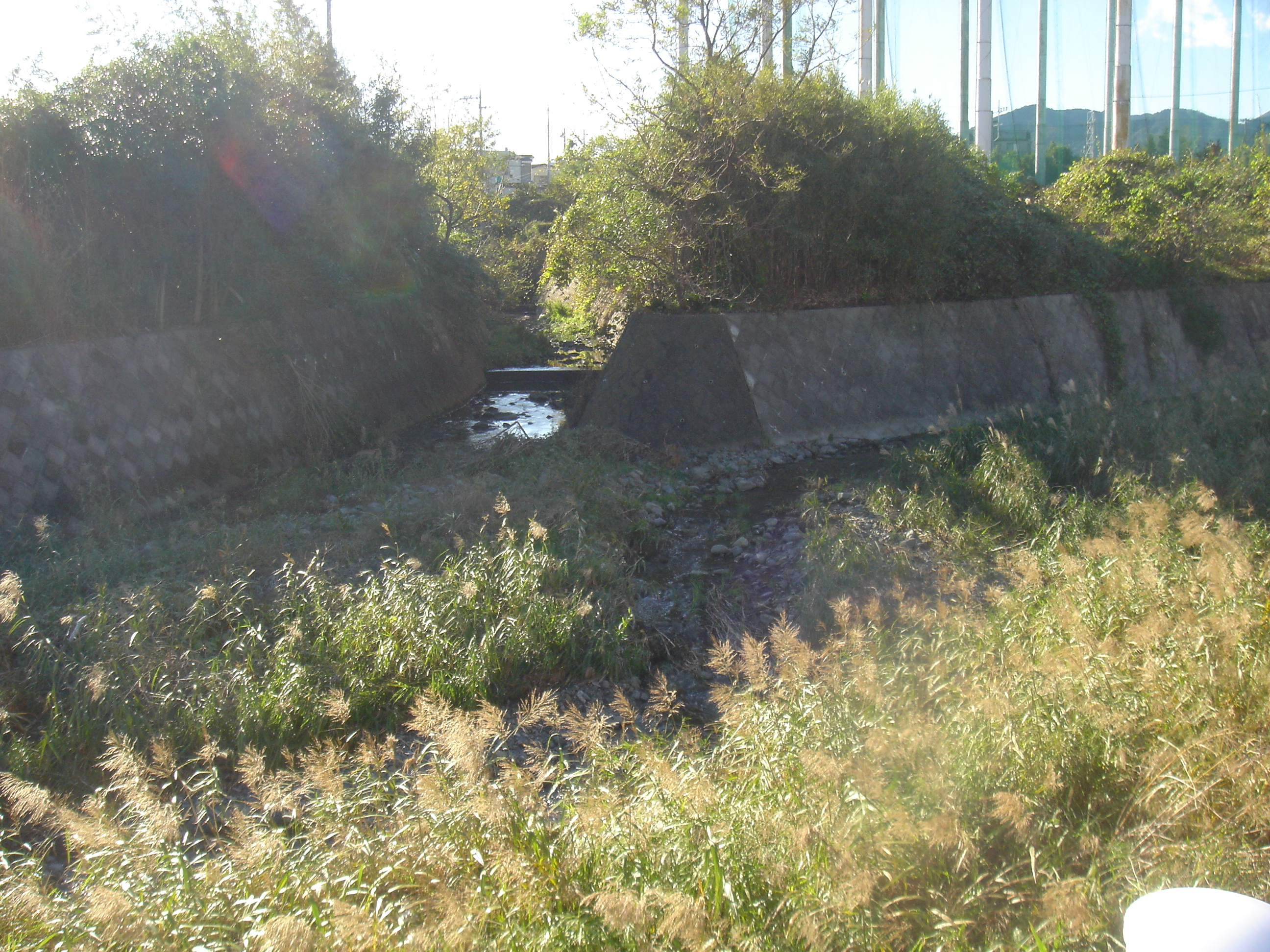
矢坪沢（左手）